# TV Integração Ituiutaba
TV Integração Ituiutaba é uma emissora de televisão brasileira sediada em Ituiutaba, cidade do estado de Minas Gerais. Opera nos canais 7 VHF analógico e 30 UHF digital, e é afiliada à TV Globo. É uma das cinco emissoras da Rede Integração, sediada em Uberlândia, e atualmente cobre apenas a cidade onde está sediada.

## Sinal digital
| Canal virtual | Canal digital | Resolução de tela | Programação                                              |
| ------------- | ------------- | ----------------- | -------------------------------------------------------- |
| 7.1           | 30 UHF        | 1080i             | Programação principal da TV Integração Ituiutaba / Globo |

A emissora iniciou suas transmissões digitais em 8 de junho de 2010, através do canal 30 UHF para Ituiutaba e áreas próximas. No mesmo dia, também entrou no ar o sinal digital da retransmissora de Uberaba, pelo canal 31 UHF.
Transição para o sinal digital
Com base no decreto federal de transição das emissoras de TV brasileiras do sinal analógico para o digital, a TV Integração Ituiutaba, bem como as outras emissoras de Ituiutaba, irá cessar suas transmissões pelo canal 7 VHF em 31 de dezembro de 2023, seguindo o cronograma oficial da ANATEL.

## Programas
A emissora deixou de produzir programas locais a partir da inauguração da TV Integração Uberaba em 1.º de abril de 2016, que herdou toda a sua programação, feita na cidade desde 1997. Desde então, a TV Integração Ituiutaba apenas retransmite os programas gerados pela Rede Integração a partir de Uberlândia, com a inserção de comerciais locais, bem como produz matérias para os seus telejornais.